# Cô nàng đẹp trai
You're Beautiful hay You are handsome (Hangeul: 미남이시네요, Hanja: 美男이시네요、Romaja: Minam-ishineyo, nghĩa: "Em là Mỹ Nam", hoặc hiểu theo nghĩa "Em rất đẹp trai")  là 1 bộ phim truyền hình Hàn Quốc được phát sóng trên đài SBS (Hàn Quốc) từ 07-10-2009 đến 26-11-2009. Tại Việt Nam, phim được TVM Corp. mua bản quyền và phát sóng trên kênh HTV3 với tên "Cô nàng đẹp trai" hay xuất hiện trên báo với tên "Mỹ Nam".

## Nội dung
Bộ phim xoay quanh cuộc sống đằng sau sân khấu của nhóm nhạc thần tượng nổi tiếng của Hàn Quốc A.N.JELL. Câu truyện bắt đầu với việc nữ tu tập sự Go Mi Nyeo giả trai bí mật thay thế cho người anh sinh đôi Go Mi Nam tham gia vào nhóm nhạc. Không chỉ cùng biểu diễn, chụp hình, tham gia các hoạt động của A.N.JELL, Mi Nyeo còn phải sống chung nhà với 3 thành viên nam còn lại. Những rắc rối vì bí mật này xuất hiện đồng thời với những cảm xúc mà các nhân vật chính dành cho nhau.

## Nhân vật
- Go Mi Nyeo (Park Shin Hye): "Mi Nyeo" nghĩa là "Mỹ Nữ". Nhân vật chính của phim, cô nữ tu tập sự đã từ bỏ giấc mơ trở thành nữ tu chính thức của mình vì giấc mơ ca sĩ của anh trai. Nhờ ngoại hình và giọng hát giống hệt anh trai, Mi Nyeo đã giả trai thay thế cho anh mình trở thành thành viên mới của nhóm nhạc được hâm mộ nhất đất nước. Ngay từ đầu thân thế của cô đã bị nhóm trưởng Hwang Tae Kyung phát hiện và giữa họ nảy sinh rất nhiều rắc rối hài hước. Đồng thời tình cảm của cả hai cũng phát triển theo.
- Go Mi Nam (Park Shin Hye): "Mi Nam" nghĩa là "Mỹ Nam". Mi Nam là anh trai sinh đôi của Mi Nyeo. Từ bé 2 anh em đã bị bỏ rơi và được nhà thờ nuôi dưỡng. Ước mơ của Mi Nam là trở thành ca sĩ nổi tiếng, khi đó mẹ sẽ nhận ra anh và trở về tìm 2 anh em. Mi Nam gặp rắc rối với ca phẫu thuật thẩm mĩ của mình nên không thể kịp về nước tham gia hoạt động cùng A.N.JELL. Mi Nyeo đã thay thế vai trò của anh cho đến ngày anh trở về.
- Hwang Tae Kyung (Jang Geun Suk): ca sĩ chính của A.N.JELL, 1 nhạc sĩ, ca sĩ tài năng nhưng có thân thế phức tạp. Anh bị mẹ là 1 ca sĩ nổi tiếng bỏ rơi từ nhỏ, được bố cũng là 1 nhạc sĩ rất nổi tiếng nuôi lớn. Sau này, anh được biết rằng mẹ anh đã bỏ rơi anh vì người yêu cũ của bà, người đó lại là cha của Mi Nyu và Mi Nam. Điều này đã khiến chuyện tình cảm của anh và Mi Nyu gặp nhiều rắc rối nhưng khi kết phim mọi chuyện đã được hóa giải.
- Kang Shin Woo (Jung Yong Hwa): Shin Woo tình cờ biết được sự thật về Mi Nam ngay từ ngày đầu tiên cô gia nhập nhóm nhạc nhưng đã giữ bí mật ngay cả với Mi Nyu và âm thầm giúp đỡ cô.
- Jeremy (Lee Hong Ki): tay trống của A.N.JELL, mang 2 dòng máu Anh-Hàn. Tính cách vui vẻ, hồn nhiên Jeremy luôn mang đến niềm vui cho các thành viên khác và tạo nên sự gắn kết của ban nhạc. Jerery là thành viên cuối cùng biết về thân thế của Mi Nam, và anh cũng như các thành viên còn lại luôn giúp đỡ Mi Nyeo.
- Yoo He Yi (Uee): diễn viên nổi tiếng được mệnh danh là cô tiên quốc dân. He-yi phát hiện ra sự thật về Mi Nam và dùng điều đó đó buộc Tae Kyung hẹn hò với cô. UEE ganh ghét với Mi Nyu và gây ra nhiều rắc rối cho Mi Nyu cũng như các thành viên khác. Sau này khi Mi Nam thật trở về, anh theo đuổi cô nhưng chưa được cô chấp thuận.
- Ma Hoon Yi (Kim In Kwon): Quản lý của Mi Nam. Sau khi Mi Nam gặp sự cố, anh tìm đến Mi Nyu và cầu xin cô giúp đỡ.
- Tạo hình Wang Ko Di (Choi Soo Eun): nhà tạo hình của A.N.JELL
- Mo Hwa Ran (Kim Sung Ryung): mẹ của Tae Kyung, đồng thời cũng là người yêu cũ của GO JAE HYUN (bố của Mi Nam và Mi Nyeo)
- Go Jae Hyun: bố của Mi Nam và Mi Nyu. là một nhạc sĩ có tài nhưng bạc phận.
- Giám đốc Ann Seong Chang (Jung Chan): giám đốc công ty A.N và nhóm A.N.JELL.
- Go Mi Ja (Choi Ran): cô của Go Mi Nam và Go Mi Nyeo.
- Nhà báo Kim (Jang Won Young): người luôn nghi ngờ A.N.JELL đang che giấu bí mật gì đó và tìm cách tìm ra sự thật.
- Sa Yu Ri (Bae Geu Rin): Trưởng fanclub của ANJell
- Kim Dong Jun (Kim Ji An): Bạn thân thời cấp 3 của Go Mi Nam. Anh luôn thầm thương cô em gái của Mi Nam là Mi Nyeo và quyết sau khi xuất ngũ sẽ ngỏ lời lấy Mi Nyeo làm vợ, cùng làm trong tiệm thuốc sống an nhàn (tập 8).
- Yoo Seung Ho: Khách hàng cửa hàng tiện lợi (cameo,tập 9).
- Lee JooYeon & Yoo So Young (After School): thành viên của nhóm Before School

## Giải thưởng
- 2009 SBS Drama Awards: Top Ten Star Award (Jang Geun Suk)
- 2009 SBS Drama Awards: Netizen Highest Popularity Award (Jang Geun Suk)
- 2009 SBS Drama Awards: New Star Award (Park Shin Hye)
- 2009 SBS Drama Awards: New Star Award (Lee Hong Ki)
- 2009 SBS Drama Awards: New Star Award (Jung Yong Hwa)
- 2010 3rd Korea Drama Awards: Most Popular Actor (Jung Yong Hwa)
- 2011 7th USTv Awards: Best Foreign Soap Opera